# Comtat i Ducat d'Aumâle
Aumâle era cap a l'any 1000 una senyoria de la qual era senyor Guerinfroid. Enguerrand, es va casar amb Aelis germana de Guillem de Normandia. Un fill d'Aelis, Esteve d'Aumale, fou fet comte per Guillem el 1069. El comtat va passar per matrimoni al comte d'Essex i altres, fins al 1194 en què fou confiscat pel rei Felip August de França que el va ocupar algun temps després. El centre del comtat era la població d'Aumale avui una comuna francesa al departament de Sena Marítim a la regió de l'Alta Normandia.
El 1216 el rei de França el va cedir a Renald I de Dammartin, i va pertànyer a aquesta família però fou governat pels marits de les comtesses, entre elles Joana de Dammartin, que es va casar amb el rei Ferran III de Castella. Després va passar a Ponthieu, i va estar dues generacions, i al final l'hereva Blanca el va aportar per matrimoni a Joan V d'Harcourt el 1342. El comte Joan VII va morir el 1454 amb només un fill, Joan d'Aumale, que havia mort sense descendència el 1424, i el va heretar la neta Maria que el va passar a la casa de Vaudemont sent erigit en ducat pel rei el 1547. va restar en mans dels Vaudemont fins al 1631 que va entrar per matrimoni a la casa de Savoia. El 1675 va passar a la corona francesa.
- Vegeu: Llista de comtes i ducs d'Aumâle.